# Blankenberge
Blankenberge là một đô thị ở tỉnh Tây Flanders. Đô thị này gồm thị trấn Blankenberge và Uitkerke.
Tại thời điểm 1 tháng 1 năm 2007, Blankenberge có dân số 18.329 người. Tổng diện tích 17,41 km² với mật độ dân số là 1.053 người trên mỗi km².
Đô thị này có khu nghỉ dưỡng ven biển.